# Launay-Villiers
Launay-Villiers település Franciaországban, Mayenne megyében. Lakosainak száma 358 fő (2022. január 1.). Launay-Villiers Le Bourgneuf-la-Forêt, Bourgon, Port-Brillet és Saint-Pierre-la-Cour községekkel határos.

## Népesség
A település népességének változása:
| Lakosok száma | 319  | 358  | 343  | 396  | 400  | 391  | 385  | 383  | 375  | 358  |
|               | 1968 | 1982 | 1990 | 2006 | 2013 | 2015 | 2017 | 2019 | 2020 | 2022 |